# Reporter (miesięcznik)
Reporter – polski miesięcznik reporterów Polskiej Agencji Interpress (PAI) wydawany od 1988 do 1991 roku oraz ponownie od 2013 roku.
Początkowo, od 1985 r., było to wydawnictwo nieperiodyczne, zbiór aktualnych reportaży prasowych oraz literackich, następnie od marca 1988 r. – miesięcznik. Redaktorem naczelnym i inicjatorem powstania miesięcznika był Wojciech Pielecki, szef redakcji krajowej PAI. Zastępcami redaktora naczelnego byli Kazimierz Pasek i Lech Pilawski. W zespole znalazło się grono reporterów młodego pokolenia. W Reporterze publikowali m.in. Marek Rymuszko, Piotr Gabryel, Ewa Zielniewicz, Eryk Mistewicz, Karol Jackowski.
W 1991 r. Reporter przestał się ukazywać w związku z rozwiązaniem PAI. Duża część osób współtworzących pismo (Piotr Gabryel, Marek Zieleniewski, Witold Pasek, Eryk Mistewicz) przeszła do tygodnika Wprost.
Od 13 marca 2013 roku miesięcznik Reporter ukazuje się jako ogólnopolski magazyn o tematyce kryminalnej. Redaktorem naczelnym jest Janusz Szostak. Z pismem współpracują na stałe: Piotr Ambroziewicz, Alicja Basta, Marta Bilska, Adam Bogoryja-Zakrzewski, Justyna Bryndza-Bielewicz, Przemysław Graf, Zbigniew Heliński, Aneta Dzich, Gabriela Jatkowska, Helena Kowalik, Leszek Koźmiński, Mirosław Koźmin, Marek Książek, Beata Oleś, Piotr Pochuro Matysiak, Bartłomiej Mostek, Arkadiusz Panasiuk, Waldemar Piórkowski, Mikołaj Podolski, Adam Polkowski (rysownik), Roman Roessler, Radosław Rzepka, Mirosław Rybicki, Aneta Urbanowicz.

## Redaktorzy naczelni
- Wojciech Pielecki
- Janusz Szostak